# Andrzejów (gromada w powiecie chełmskim)
Andrzejów – dawna gromada, czyli najmniejsza jednostka podziału terytorialnego Polskiej Rzeczypospolitej Ludowej w latach 1954–1972.
Gromady, z gromadzkimi radami narodowymi (GRN) jako organami władzy najniższego stopnia na wsi, funkcjonowały od reformy reorganizującej administrację wiejską przeprowadzonej jesienią 1954 do momentu ich zniesienia z dniem 1 stycznia 1973, tym samym wypierając organizację gminną w latach 1954–1972.
Gromadę Andrzejów z siedzibą GRN w Andrzejowie utworzono – jako jedną z 8759 gromad na obszarze Polski – w powiecie chełmskim w woj. lubelskim na mocy uchwały nr 7 WRN w Lublinie z dnia 5 października 1954. W skład jednostki weszły obszary dotychczasowych gromad Andrzejów kol., Andrzejów wieś, Kroczyn, Natalin, Pogranicze i Czerniejów ze zniesionej gminy Turka oraz obszary dotychczasowych gromad Ksawerów i Puszcza ze zniesionej gminy Żmudź w tymże powiecie. Dla gromady ustalono 12 członków gromadzkiej rady narodowej.
1 stycznia 1960 gromadę zniesiono, włączając jej obszar do gromad Kamień (wieś i kolonię Andrzejów, wieś i kolonię Czerniejów, wieś i kolonię Majdan Kamień oraz kolonie: Kołodeń A i B, Majdan Kołodeński Czerniejowski, Strachosław S-ka I, Strachosław S-ka II, Pogranicze, Kroczyn i Natalin) i Roztoka (wieś Ksawerów, wieś i kolonię Puszcza oraz kolonie Borysowice, Antonin, Klesztów Nr 13 i Marianopol) w tymże powiecie.